# 午言媒体
午言媒体是新加坡领先的娱乐媒体公司，专注于制作卓越的娱乐内容，并策划沉浸式体验。公司营运范围涵盖了艺人管理、多媒体制作、电影与短片制作及拍摄、网络剧与网络综艺节目制作、活动策划等。
由前电台主持人、演员和节目主持人许振荣(Dasmond Koh)于2011年共同创立。午言媒体旨在成为引领媒体界的先锋，通过推出和制作精彩内容，以满足观众日益变化的需求和偏好，为新加坡的媒体环境增添活力。公司于2022年11月22日在新加坡证券交易所的凯利板上市。
2018年，公司开始向海外拓展，和泰国，韩国的娱乐公司联手制作节目。在2023年和2024年，公司签约了6位来自泰国的外籍艺人。

## 旗下艺人
- 许振荣（2011年至今）
- 徐彬（2011年至今）
- 谢静仪（2011年至今）
- 宗子杰（2014年至今）
- 林汐（2018年至今）
- 张值豪（2022年至今）
- 杨言（2023年至今）
- 業文（2023年至今）

## 里程碑
- 2012年4月：第18届红星大奖—许振荣获10大最受欢迎男艺人奖。
- 2012年：公司推出第一部电影《那个夏天》；许振荣、林光辉指导，冯伟衷、徐彬和谢静仪领衔主演。冯伟衷亦借由此作品重返新加坡演艺圈。
- 2013年4月：第19届红星大奖—徐彬以《我们等你》获最喜爱男角色奖；许振荣获10大最受欢迎男艺人奖。
- 2014年4月：第20届红星大奖—徐彬首次获颁10大最受欢迎男艺人奖。
- 2014年7月：午言媒体旗下的午言音符推出首位20岁新人崇喆，首支单曲《我懂了MV》由师兄冯伟衷指导，男女主角为徐彬和谢静仪。
- 2015年4月：第21届红星大奖—张值豪获青苹果奖；冯伟衷获最佳新人奖；许振荣第八度获颁10大最受欢迎男艺人奖，徐彬第二次获奖。
- 2019年4月：第25届红星大奖—许振荣在《红星大奖》获颁第十座10大最受欢迎男艺人奖，从而晋升为“超级红星”名人堂成员。
- 2022年11月：午言媒体在新加坡证券交易所的凯利板上市。
- 2023年7月：午言媒体推出两位阳光型男-業文和杨言。两人的最新单曲《O2氧气》也同时推出。